# Circonscription de Greenway
Pour les articles homonymes, voir Greenway.
La circonscription de Greenway est une circonscription électorale australienne en Nouvelle-Galles du Sud. Elle a été créée en 1984 et porte le nom de Francis Greenway, un ancien bagnard qui devint un architecte célèbre à Sydney. 
La circonscription était traditionnellement centrée sur le district de Blacktown, mais après redécoupage, elle a été principalement située dans la région de Sydney nord-ouest/Hawkesbury et comprenait les banlieues telles que  Stanhope Gardens, Quakers Hill, Windsor et Riverstone. 
Pendant la plus grande partie de son histoire, Greenway était un siège sûr pour le parti travailliste australien. Toutefois, les changements démographiques dans les régions au nord de Blacktown ont abouti à un abandon du parti travailliste à l'élection de 2001. À l'élection de 2004 cette tendance s'est poursuivie et le siège a été remporté par le parti libéral à la suite du retrait du député sortant et d'une vaste campagne libérale. Louise Markus, une pentecôtiste travailleuse sociale et membre de l'Église Hillsong, a battu Ed Husic, un ancien conseiller politique et musulman non-pratiquant, remportant le siège avec une faible avance (0,6 %). Le 13 septembre 2006, la Commission électorale australienne a annoncé que le siège serait redistribué ce qui a favorisé l'existence d'une majorité libérale en 2007. 
Un nouveau redécoupage en 2009 fait que la circonscription de Greenway a changé de façon spectaculaire. Elle a perdu une grande partie de la région de Hawkesbury, notamment les villes de Richmond et de Windsor, qui vote libéral. En retour, Greenway a gagné la banlieue travailliste de Toongabie, Seven Hills  et Pendle Hill. À la suite de la redistribution, le siège est désormais théoriquement acquis aux travaillistes. 

## Représentants
| Nom              | Parti        | Période de mandat |
| ---------------- | ------------ | ----------------- |
| Russell Gorman   | Travailliste | 1984-1996         |
| Frank Mossfield  | Travailliste | 1996–2004         |
| Louise Markus    | Libéral      | 2004–2010         |
| Michelle Rowland | Travailliste | 2010–en cours     |